# Choguel Kokalla Maïga
Choguel Kokalla Maïga (ur. 1958 w Tabango) – malijski polityk, od 6 czerwca 2021 do 20 listopada 2024 pełniący obowiązki premiera Mali.